# Pont du Sangarius
Le pont du Sangarius ou pont du Justinien (en turc : Justinianos Köprüsü ou Beşköprü) est un pont romain traversant la rivière Sakarya (en latin Sangarius ou Sangarios) en Anatolie. Il est construit par l'empereur romain d'Orient Justinien pour améliorer les liaisons entre Constantinople et les provinces orientales de l'Empire. D'une longueur remarquable de 430 mètres, il est mentionné par plusieurs chroniqueurs contemporains. Il est associé avec le projet hypothétique, proposé pour la première par Pline le Jeune à Trajan, de bâtir un canal navigable contournant le Bosphore. 

## Localisation
Le pont du Sangarius est situé au nord-ouest de l'Anatolie, dans l'antique région de Bithynie, à cinq kilomètres de la ville d'Adapazarı. Aujourd'hui, le pont traverse la petite rivière de Çark Deresi (appelée Melas durant l'Antiquité), qui coule depuis le lac Sapanca. Le cours actuel du Sakarya passe à trois kilomètres à l'est.
Au cours de l'Antiquité et du Moyen Âge, le pont répond à un objectif important. Il est un point de passage de l'importante route militaire allant du Bosphore vers les provinces orientales de l'Empire romain, régulièrement menacées par les Sassanides. Avant que le pont de pierre ne soit construit, un pont en bois existait mais, selon Procope de Césarée, il est souvent détruit quand le fleuve est en crue, avec parfois des pertes humaines nombreuses.
La date de la construction du pont peut être déterminée précisément grâce aux sources de l'époque. Deux poèmes de Paul le Silentiaire et Agathias, datant de l'année 562, célèbrent la fin des travaux. Le chroniqueur Théophane le Confesseur rapporte que les travaux commencent durant l’Anno Mundi 6052, correspondant aux années 559-560. En revanche, Procope de Césarée affirme que le pont est toujours en construction quand il écrit son ouvrage à propos des édifices bâtis par Justinien (De Aedificiis), ce qui signifierait qu'il a été rédigé vers 560-561, soit cinq à six années après la date généralement retenue. Toutefois, étant donné que la date de Théophane est peu précise, la construction du pont pourrait bien être intervenue à partir de 554.